# 佐々木卓馬
佐々木 卓馬（ささき たくま、1978年8月31日 - ）は、日本の俳優兼ミュージシャン。旧所属事務所はホットロード。血液型B型。

## 来歴
茨城県北相馬郡利根町布川出身。1995年「3年B組金八先生」第4シリーズで実家が中華料理店を営む男子生徒・杉山修一役で出演。ぽっちゃりした体型とお調子ものなキャラクターや担任の坂本金八の娘・乙女（演・星野真里）に恋をするが、それを快く思わない金八 とのかけ合いが視聴者に親しまれて第4シリーズ終了後も2011年放送の「ファイナル」まで卒業生として頻繁に出演した。
現在は「泣いてたまるか!!」名義で音楽活動も行っている。
父親は第9代利根町長の佐々木喜章。

## 出演

### テレビドラマ
NHK
- NHK連続テレビ小説『ウェルかめ』 (2010年）

NTV
- 黄金の豚-会計検査庁 特別調査課-（第5話）（2010年）

TBS
- 3年B組金八先生 第4シリーズ　杉山修一 役（1995年-1996年）
- 3年B組金八先生 第5シリーズ　杉山修一 役（1999年-2000年）
- 3年B組金八先生 第6シリーズ　杉山修一 役（2001年-2002年）
- ヤンキー母校に帰る〜旅立ちの時 不良少年の夢（2005年）
- 3年B組金八先生 第8シリーズ　杉山修一 役（2007年-2008年）
- LADY〜最後の犯罪プロファイル〜（第7話）（2011年）
- 3年B組金八先生 ファイナル〜「最後の贈る言葉」 杉山修一 役（2011年）
- 専業主婦探偵〜私はシャドウ（2011年）
- 恋愛ニート〜忘れた恋のはじめ方（2012年）

CX
- 2009 春のドラマスペシャル『ハンサム★スーツ THE TV』（2009年）

EX
- ツインズ教師（1993年）近藤努 役
- Wの悲劇（2012年）
- 京都地検の女 第8シリーズ（第6話）（2012年）

東名阪ネット6
- ねこタクシー（2010年）

### 舞台
- 恋と革命（2009年）
- 殺し屋シュウ〜シュート・ミー〜（2009年）
- 美しいこと（2010年）
- 美しいこと（2011年）

### 映画
- GACHAPON!（2004年）
- クローズZEROII（2009年）
- たとえば檸檬 (2012年)
- 7s（2015年）